# Grand icosicosidodécaèdre
En géométrie, le grand icosicosidodécaèdre est un polyèdre uniforme non-convexe, indexé sous le nom U48.
Il partage son arrangement de sommet avec le dodécaèdre tronqué. 
Il partage, de plus, ses arêtes avec le grand dodécicosidodécaèdre ditrigonal et le grand dodécicosaèdre.